# Kašparova Hora
Kašparova Hora (Kašparberg, Kašperská Hora, německy Kasparberg, Kasperberg) je osada, náležející k obci Vlčkovice v Podkrkonoší v okrese Trutnov, konkrétně k osadě Dolní Vlčkovice. Nachází se asi 3 km severozápadně od centra vesnice a ačkoliv patří k Vlčkovicím, je přístupná ze silnice III/29923 vedoucí z Choustníkova Hradiště na Kohoutov. Jsou zde evidovány dvě adresy. Ještě ve 30. letech 20. století tu žilo 13 lidí. Od roku 1966 tu trvale nežijí žádní obyvatelé, k 1.3.1980 jako část obce zanikla. 

## Historie
Osadu lze doložit počátkem 18. století, kdy byly dva ze zdejších domů zaneseny na mapu panství Hradiště (1712–1738), která zobrazuje stav panství za života Františka Antonína Šporka. Jedna z prvních zmínek v místopisné literatuře je pak z roku 1798.
Pomístní název Kašparova hora má svůj původ v konkrétní osobě. Díky záznamu v gruntovní knize z roku 1717 ho lze spojit s Casperem Wagnerem, který zakoupil pastvinu "nedaleko jeho domu zvaného Casperberg".
Osada se historicky skládala ze tří domů, z nichž v současnosti stojí pouze dva nad zdejší studánkou. Poměry zde byly pravděpodobně velmi prosté, obyvatelé se tu zpravidla živili drobným zemědělstvím nebo tkalcovstvím, v matrikách se uvádí feldgärtner, weber. Obyvatelstvo bylo převážně německy hovoříci. Vzácným zdrojem informací o místním obyvatelstvu je pamětní kniha Dolních Vlčkovic vzniklá ve 30. letech 20. století. Podle této kroniky poštu obyvatelé Kašparovy Hory (domy čp. 1 a 2) dostávali skrze poštovní dostavník směrující do Kohoutova, zbývající dům (čp. 3) byl obsluhován listonošem z Horních Vlčkovic.
V místě naproti hlubokým lesním úvozům, vedoucích od čp. 1 a 2, které dnes již přetíná asfaltová silnice, stávala malá kaplička. K její devastaci došlo snad v 70. letech 20. století, turistický průvodce ji v roce 1968 uvádí ještě jako stojící. Představu o jejím vzhledu si lze udělat z obdobných nedalekých kaplí, kterých je v okolí několik. Jako příklad uveďme zrekonstruovanou kapli Nejsvětější Trojice v Kladrubech.
Osada byla přifařena (katolická farnost) a přiškolena k Choustníkově Hradišti. To v praxi znamená docházku do kostela (spolu s přidruženými úkony jako vedení matrik, pohřby, svatby, atd.) a do školy právě do zmíněné vesnice, přestože osada neleží v jejím katastru.
Kašparova Hora je dnes zalesněna více než kdykoliv v minulosti. Některá orná půda a drtivá většina luk a pastvin ustoupily ve prospěch sadů a později smrkových lesů, poslední z nich v 10. letech 21. století byly zalesněny obcí.

### Dům čp. 1, dnešní čp. 81
Do roku 1920 zde sídlila německy hovořící rodina Wagnerových, lze usuzovat, že šlo o příbuzné stejnojmenné rodiny, vyskytující se s velkou četností v Choustníkově Hradišti. Od roku 1920 do 1966 tu pak žili česky mluvící Světíkovi, kteří se přistěhovali z Kladrub.
Kronikář zde koncem roku 1928 zastihl Wilhelma Swětika s ženou Marií a dětmi Karlem a Aloisem, poměrně malé hospodářství tvořilo 62 arů zahrady, 38 arů pole, 8 slepic a 2 psi.
Wagnerovi, kteří zde po staletí žili, se totiž přestěhovali do jednoho z větších vlčkovických statků (tehdejší i nynější čp. 24), dnes pohříchu nacházejícího se dílem v ruinách. Šlo pravděpodobně o sňatek motivovaný majetkovým prospěchem. Z kroniky lze totiž vyčíst, že zdejším vlastníkům - manželům Baudischovým - zahynul po zajetí na italské frontě po skončení první světové války v roce 1919 jejich jediný syn. Dcera Marie si tedy za manžela vzala Franze Wagnera mladšího, který se sem přestěhoval i se svým stejnojmenným otcem. Stal se tedy vlastníkem tohoto 20 hektarového gruntu, z čehož okolo 5 hektarů na Kašparově Hoře patřilo výminkáři Franzi Wagnerovi staršímu, jak si ješitně nechal zapsat do obecní kroniky. Prvorozený syn manželů Franze a Marie Wagnerových, který se narodil jenom rok po úmrtí svého strýce, byl na jeho počest pojmenován též jako Arnold.
16. června 1859 se zde přihodila kuriózní událost, kdy tehdejší majitel Florian Wagner (1804–1869) nalezl ráno na své zahradě mrtvého a do té doby neznámého asi 80 letého žebráka.

### Dům čp. 2, dnešní čp. 80
Do vysídlení Němců po druhé světové válce zde bydlela rodina Gudernatschových (nebo jinak Kudernatschových). Narodil se tu duchovní a botanik, působící v Choustníkově Hradišti a později v Heřmanicích Joseph Gudernatsch.
Tehdejší obecní kronika zmiňuje jako vlastníka Josefa Kudernatsche s ženou Marií a dcerami Annou a Irmou. Hospodářství tvořily kromě zahrady, pole, luk, lesa a pastvin – celkem 582 arů – také 5 kusů hovězího dobytka, 2 prasata, 14 slepic, 2 psi a 2 včelstva. Zajímavostí je, snad jakousi vzdálenou připomínkou na jednoho z předků Josepha Gudernatsche, že obyvatelé tohoto domu měli v držení klíče a pečovali o zdejší kapli, doslova Kasperberger Kapelle, dnes již zbořené.
Lze předpokládat, že se jednalo původně o příbuzné rodiny Gudernatschů z Dolních Vlčkovic, neboť právě mnoho okolních pozemků na Kašparově Hoře vlastnili poměrně movití Gudernatschovi z čp. 44 (dnes v troskách) a čp. 45. Ovšem jméno nebylo neobvyklé ani v okolních vesnicích, v nedalekých Kladrubech u Kohoutova dokonce stával Kudernatschův vodní mlýn.

### Dům čp. 3, dnes neexistující
Na tom, že dům dnes již nestojí, se kromě jeho odlehlosti pravděpodobně podepsalo časté střídání majitelů, na usedlosti také visely četné dluhy. Jako první lze doložit ve 40. letech 19. století rodinu Metelkových (Josef Metelka zemřel v roce 1843 na tuberkulózu v kukském špitálu), vlastnictví poté po přeslici (skrze Metelkovu vnučku) přešlo na Schubertovi. 
Dokladem vysoké soudobé dětské úmrtnosti může být úporná snad manželů Josefa a Francisky Schubertových o děti. První čtyři děti narozené v letech 1869, 1870, 1871 a 1872 se narodily již mrtvé, doslova Todtgeborenes Kind. Následují synové Franz (1873), Josef (1876, zemřel ve 2 letech), dcery Anna (1880, zemřela v pouhých 2 měsících) a Maria (1884). Z osmi dětí se dospělosti tedy dožily pravděpodobně jenom dvě.
V roce 1895 zakoupil usedlost v exekuční dražbě Václav Šprynar z Choustníkova Hradiště čp. 114 (v podstatě soused přes kopec Ptačinec), aby ji obratem prodal manželům Doležalovým z Verdeku. Zdá se, že ani Doležalovým se tu příliš nedařilo. V roce 1907 si majitel Jan Doležal podal do periodika Čas inzerát, kde inzeruje
| „ | Pěkné stavební místo 12 a 1/2 korců, hodící se pro stavbu továrny, villy neb pod. jest v levné ceně na prodej. Vody všude dostatek. | “ |

Inzerát pravděpodobně vyšuměl do prázdna, neboť žádná další zástavba zde již nevznikla, o továrně ani nemluvě. Janův syn, Josef Doležal, zahynul jako jediný z Kašparovy Hory na bojištích první světové války.
Již několikrát zmínění vlčkovický kronikář uvádí jako vlastníka tentokrát Ludwiga Zohnera (původem z Jiříkova na Bruntálsku) spolu se ženou Annou (roz. Žďarsky) a třemi syny: Helmutem, Erichem (zahynul za války v roce 1945) a Guidem. Z místa narození Ericha – Ferdinandov (dnes část Choustníkova Hradiště) – lze odvodit, že Zohnerovi se na Kašparovu Horu přestěhovali právě odsud. Tomu by odpovídalo i rodné příjmení Anny, které zde ani v okolí není neobvyklé. Hospodářství tvořilo celkem 360 arů půdy (nejvíce pole 287 arů, louka 39 arů, les 17 arů). Z hospodářských zvířat zde byly 3 kusy hovězího dobytka, 2 prasata, 9 slepic a 2 psi.
Dle archivních Leteckých měřících snímků z roku 1937, 1953 anebo 1960 lze usoudit, že k demolici domu došlo pravděpodobně v období mezi odsunem Zohnerových a začátkem 50. let, neboť ve snímku z roku 1953 a 1960 jsou viditelné už jenom stromy na zahradě. Na snímku z roku 1975 je pak už jenom jednolité pole.

## Obyvatelstvo

### Počet obyvatel
| Rok            | 1836 | 1848 | 1857 | 1890 | 1908 | 1910 | 1921 | 1930  | 2022 |
| -------------- | ---- | ---- | ---- | ---- | ---- | ---- | ---- | ----- | ---- |
| Počet obyvatel | 21   | 31   | 11   | 13   | 15   | 12*  | 7**  | 13*** | 0    |
| Mužů           | -    | -    | -    | -    | -    | 8    | 2    | -     | 0    |
| Žen            | -    | -    | -    | -    | -    | 4    | 5    | -     | 0    |

*všech 12 katolíků
**všech 7 obyvatel německé národnosti
***z toho 4 československé a 9 německé národnosti, všichni katolíci

### Zajímavosti z matrik
V matrikách Archivováno 11. 8. 2022 na Wayback Machine. farnosti Choustníkova Hradiště, uložených v SOA v Hradci Králové, je na Kašparově Hoře mezi lety 1835-1910 zaznamenáno 30 narozených dětí, mezi lety 1808-1935 pak 29 zde zemřelých lidí, a mezi lety 1830-1910 se tu odehrálo 10 svateb. Zdejší nevěsty a ženichové zpravidla pocházeli z okruhu nejbližších vesnic nebo osad (Choustníkovo Hradiště, Ferdinandov, Vlčkovice v Podkrkonoší, Huntířov) anebo i z Dvora Králové.

## Pověsti

### Kristova tma
V místním zpravodaji v Kohoutovských listech – byla zaznamenána pověst o Kristově tmě.
| „ | Hustý les na prudkém svahu nad osadou býval odedávna nebezpečným a obávaným místem, plným nástrah a tajemství; však se mu taky říkalo „Kristova tma“ a v Kohoutově se tradovalo, že zde i straší. Děti sem nesměly, prý tady padaly větve ze stromů a zrádné vzdušné víry hučely a odnášely poutníkům klobouky. | “ |

Nahlédneme-li do stabilního katastru, rozsáhlá oblast lesů východně od dnešní silnice (tehdy ve vlastnictví panství Hradiště) se skutečně nazývala pomístním názvem Christfinster, tedy Kristova tma.